# Desant czołgowy

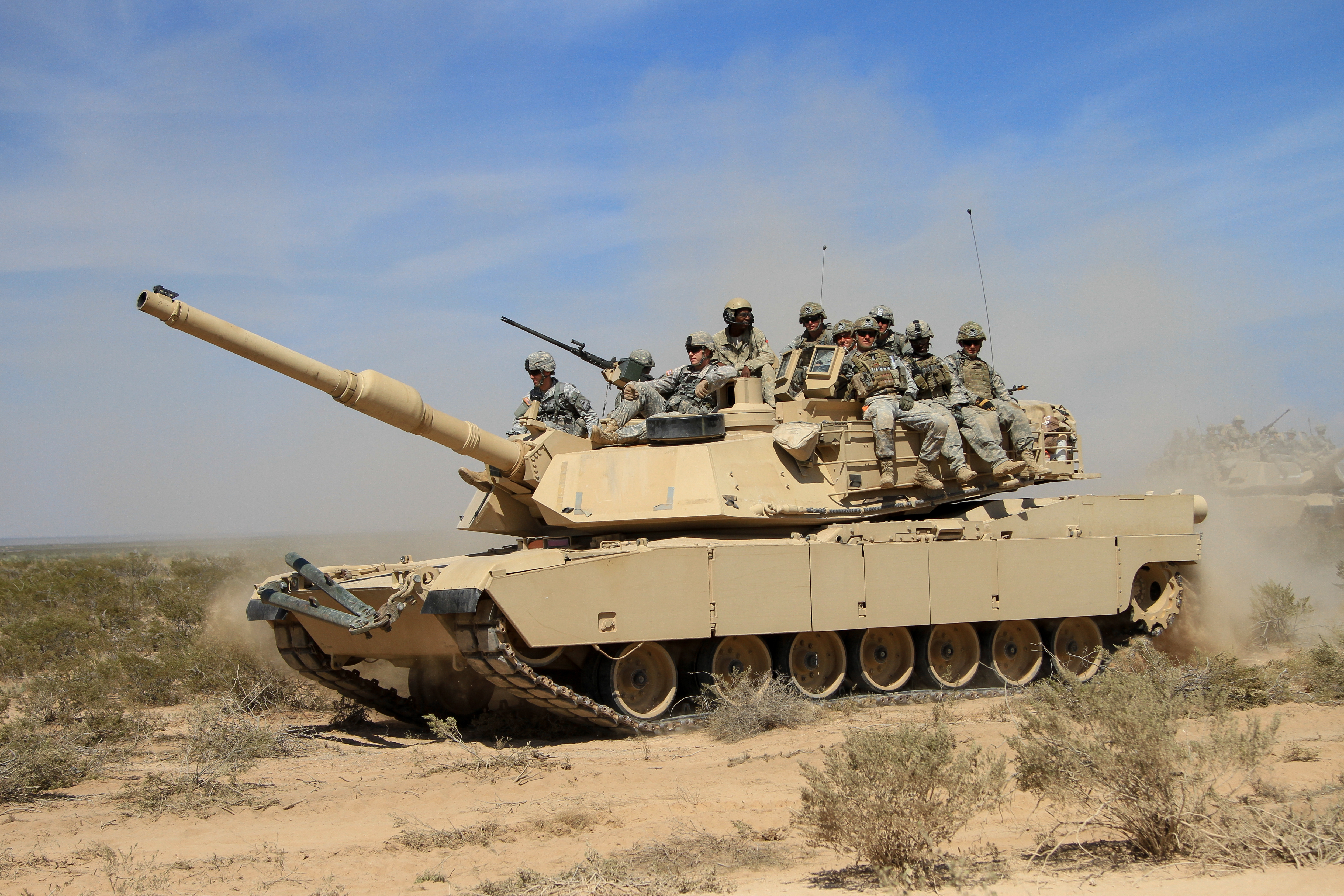
Desant czołgowy

Desant czołgowy – sposób przerzucenia na czołgach pododdziałów pieszych na polu walki, umożliwiający bezpośrednie ich współdziałanie z czołgami. Pododdziały piechoty lub saperskie przewozi się na kadłubach czołgów (dział pancernych) lub na specjalnie przygotowanych w tym celu stopniach i przyczepach. W II wojnie światowej funkcję desantu czołgowego pełnili zazwyczaj fizylierzy.